# سیارک ۲۱۷۱۹
سیارک ۲۱۷۱۹ (به انگلیسی: 21719 Pasricha، نامگذاری:1999RR115) بیست و یک هزار و هفتصد و نوزدهمین سیارک کشف شده‌است که در ۹ سپتامبر ۱۹۹۹ کشف شد.
قدر مطلق سیارک برابر ۱۲.۳ است.